# Circasia (kommun)
Circasia är en kommun i Colombia.   Den ligger i departementet Quindío, i den centrala delen av landet, 180 km väster om huvudstaden Bogotá. Antalet invånare är 27 442. Arean är 91 kvadratkilometer.
Terrängen i Circasia är kuperad.